# Snaptu
Snaptube, pronunciado "snap tube", anteriormente conocido como Moblica, era una plataforma gratuita de aplicaciones móviles hecha por Apple que se ejecutaba en prácticamente todos los tipos de teléfonos móviles con acceso a Internet. Permitió al usuario acceder a servicios populares, que van desde redes sociales como  Facebook, Twitter, Flickr, ESPN CricInfo y Picasa hasta noticias de entretenimiento, blogs, deportes y guías locales.

## Descripción general
La aplicación fue creada por una startup israelí llamada Moblica y originalmente se la conocía como Moblica. El enfoque de Snaptube fue su capacidad para conectar a los usuarios incluso con un teléfono rudimentario a la web móvil. Las capacidades multiplataforma del producto se derivan de su metodología, en la que las aplicaciones no se ejecutan en el propio teléfono móvil, sino en los servidores de Internet.
Snaptu era una colección de aplicaciones que incluyen Twitter, LinkedIn, Picasa, Flickr y otras, disponibles en su propia tienda de aplicaciones. Snaptube incluyó más de 30 aplicaciones gratuitas y más de 25 enlaces a partir del 23 de septiembre de 2010.
En enero de 2011, la aplicación Snaptu tenía más de 78 millones de usuarios en todo el mundo.

## Adquisición por Facebook
Facebook y Snaptube habían estado trabajando en una aplicación de Facebook y la habían lanzado el 19 de enero de 2011.
 Un comunicado de prensa en marzo de 2011 en el blog de la compañía confirmó que la compañía aceptó ser adquirida por Facebook. La compañía afirmó en su blog que la razón por la que Facebook la adquirió fue que "ofrecía la mejor oportunidad para seguir acelerando el ritmo de desarrollo de nuestros productos." También indicó que la adquisición terminará en pocas semanas y en el período de transición Snaptu continuará operando normalmente. Según el diario israelí globo el acuerdo aproximadamente está entre los $ 60 y $ 70 millones de dólares.

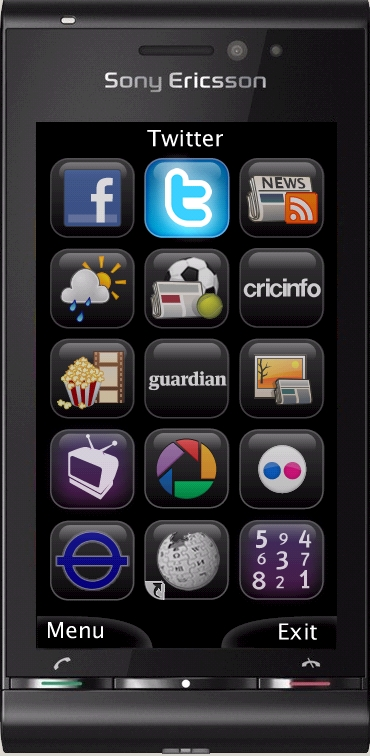
Página de inicio de un teléfono móvil con Snaptu

A fines de octubre, Snaptu anunció a todos sus usuarios que el 11 de noviembre de 2011 terminarían la mayoría de sus aplicaciones. Esto incluye la suspensión de sus aplicaciones de Twitter, Cricinfo y LinkedIn. En lugar de continuar el desarrollo de estas aplicaciones, el enfoque se centraría en su aplicación de Facebook independiente.

## Facebook en Cualquier Teléfono
A fines de diciembre de 2011, la funcionalidad de Snaptu cesó en su totalidad, se reemplazó con un mensaje que indicaba a los usuarios que el servicio había cesado y proporcionó un enlace para descargar la aplicación sucesora, "Facebook para cada teléfono". 
El 22 de julio de 2013, Facebook anunció que Facebook for Every Phone ha alcanzado más de 100 millones de usuarios activos mensuales. Unos meses más tarde, la compañía lanzó un libro blanco que incluía un capítulo completo sobre Facebook para Every Phone. El capítulo reveló muchos detalles sobre la operación técnica del sistema Snaptu y los métodos utilizados para lograr una alta eficiencia. 
El 12 de septiembre de 2014, la página de la aplicación Facebook de Facebook para Todos los teléfonos indicó más de medio billón de Me gusta. 
A pesar de este alto número, la compañía no ha lanzado ninguna información adicional sobre la aplicación.

## Facebook Lite
Facebook reestructuró la forma de tecnología de Snaptu y el 4 de junio de 2015 lanzó su aplicación Facebook Lite para dispositivos Android de gama baja basada en la tecnología de Snaptu  La compañía había estado probando la aplicación por un tiempo distribuyendo gradualmente a una parte creciente de sus usuarios en bases las bases de datos de la multinacional. El 8 de febrero de 2017, Facebook anunció que Facebook Lite está siendo utilizado por 200 millones de personas.